# Augusto Rademaker
Augusto Hamann Rademaker Grünewald GCTE • GCA (Rio de Janeiro, 11 de maio de 1905 – Rio de Janeiro, 13 de setembro de 1985) foi um militar brasileiro, líder e integrante da segunda junta militar, que presidiu o país de 31 de agosto a 30 de outubro de 1969, durante o afastamento por doença do presidente Costa e Silva e, por conseguinte, pelo impedimento do vice-presidente Pedro Aleixo.
Foi eleito vice-presidente da República na eleição presidencial indireta ocorrida em 25 de outubro de 1969, na chapa encabeçada pelo general Emílio Garrastazu Médici, a única a participar do pleito após ser indicada pelos generais das Forças Armadas. Foi o 17.º Vice-presidente do Brasil e o terceiro da ditadura militar brasileira. Na época em que ocupava o cargo de vice-presidente da República, em 1971, foi criada a bandeira vice-presidencial do Brasil. Foi um dos signatários do Ato Institucional Número Cinco.

## Biografia

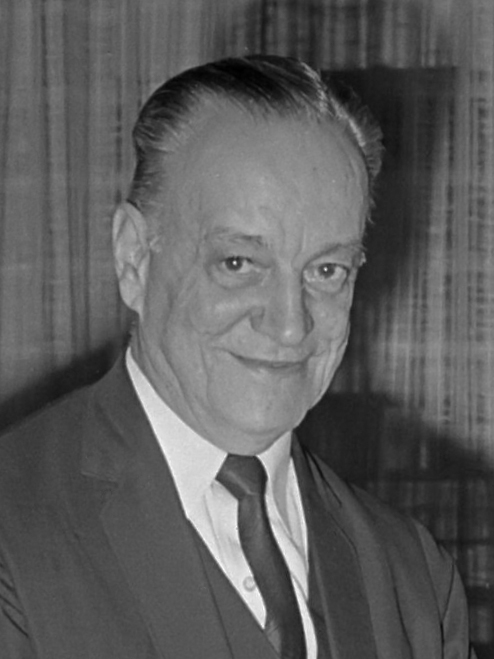
Augusto Hamann Rademaker Grünewald (1968)

Augusto Hamann Rademaker Grünewald, de origem alemã e dinamarquesa, nasceu em 11 de maio de 1905, na então capital do Brasil, o Rio de Janeiro. Seus pais eram Jorge Cristiano Grünewald e Ana Guilhermina Hamann Rademaker Grünewald.
Iniciou sua educação primária no Colégio Santa Cecília, sob a direção das irmãs Bivar, localizado no bairro de São Cristóvão, na cidade do Rio de Janeiro. Em 1917, ingressou no renomado Colégio Pedro II, onde concluiu seus estudos secundários em 1922.
Em maio de 1923, ingressou na Escola Naval. Após completar seus estudos, graduou-se como guarda-marinha em janeiro de 1927, embarcando no cruzador Barroso para sua viagem de formatura. Em setembro do mesmo ano, foi promovido a segundo-tenente e transferido para o encouraçado São Paulo, alcançando o posto de primeiro-tenente em outubro de 1929.
Em setembro de 1930, foi transferido para o contratorpedeiro Santa Catarina e, logo depois, foi enviado para Florianópolis para participar das operações de combate ao golpe de 1930.
Promovido a capitão-tenente em setembro de 1932, Rademaker foi designado para o levantamento hidrográfico da Ilha Grande, no estado do Rio de Janeiro. Em seguida, atuou como instrutor de navegação e hidrografia a bordo do navio-auxiliar Vital de Oliveira.
Em outubro de 1932 seria fundada a Ação Integralista Brasileira, por Plínio Salgado, movimento Integralista que Rademaker fez parte.
Entre 1933 e 1934, serviu em diversos navios, incluindo o navio-auxiliar Rio Branco e o navio-mineiro Tenente Maria do Couto. Após concluir o curso de armamento na Escola de Especialização e Aperfeiçoamento de Oficiais da Armada, foi designado para o navio-escola Almirante Saldanha da Gama em 1936.
Em maio de 1937, foi transferido para o cruzador Bahia, onde assumiu inicialmente o cargo de chefe do departamento de artilharia, e mais tarde, em 1939, tornou-se oficial de tiro, acumulando também as responsabilidades de encarregado das comunicações a partir de janeiro daquele ano.
De fevereiro a dezembro de 1939, atuou como instrutor de armamento na Escola Naval. No ano seguinte, foi designado comandante da 2ª Companhia do corpo de alunos da mesma instituição. Em janeiro de 1942, assumiu o cargo de imediato do navio-mineiro Carioca, que, a partir de outubro, patrulhou o litoral brasileiro junto com outras embarcações da Marinha de Guerra, após o Brasil entrar na Segunda Guerra Mundial. Em novembro, foi encarregado de instruir armamento e direção de tiro no curso de aplicação para os guardas-marinhas a bordo do Almirante Saldanha.
Promovido a capitão-de-corveta em dezembro de 1942, deixou o navio-escola em março de 1943. Entre abril de 1943 e junho de 1944, serviu como assistente da Força Naval do Nordeste, assumindo posteriormente o comando da corveta Camocim até agosto de 1945, após o término da Segunda Guerra Mundial.
De maio de 1946 a fevereiro de 1947, exerceu o cargo de capitão dos portos de Santa Catarina, em Itajaí. Em seguida, frequentou o curso de comando da Escola de Guerra Naval, concluindo-o em dezembro de 1947. Promovido a capitão-de-fragata em junho de 1947, assumiu o comando do contratorpedeiro Apa de fevereiro de 1951 a março de 1952. Em abril de 1952, assumiu o comando do navio-auxiliar Duque de Caxias, partindo para Marselha, França, onde o navio passou por reparos. Retornando ao Brasil em janeiro de 1953, foi promovido a capitão-de-mar-e-guerra dois meses depois.
Em maio de 1953, foi designado para a Força de Contratorpedeiros, tornando-se chefe do estado-maior em março do ano seguinte. Exerceu essas funções até abril de 1955, quando assumiu o cargo de diretor do Centro de Armamento da Marinha, no Rio de Janeiro. Em 1956, foi nomeado comandante do 1º Esquadrão de Contratorpedeiros. Promovido a contra-almirante em julho de 1958, assumiu em agosto o cargo de subchefe do Estado-Maior da Armada (EMA).
De março de 1959 a fevereiro de 1961, comandou o V Distrito Naval em Florianópolis. Em março de 1961, durante o governo de Jânio Quadros, tornou-se comandante-em-chefe da Esquadra, sendo promovido a vice-almirante em maio. Após a renúncia de Jânio, em outubro de 1961, passou o comando da Esquadra para o vice-almirante Hélio Garnier Sampaio e assumiu o cargo de diretor-geral de Aeronáutica da Marinha.

Durante este período, completou dois cursos: o Navy Admiralty Law and Practice, no United States Navy Correspondence Course Center, em 1960, e o Military Sea Transportation and Shipping Control, em 1961. Em agosto de 1962, deixou a Diretoria Geral de Aeronáutica da Marinha. No ano seguinte, em setembro, assumiu a chefia do Núcleo de Comando da Zona de Defesa Atlântica. No início de 1964, iniciou o curso na Escola Superior de Guerra (ESG).

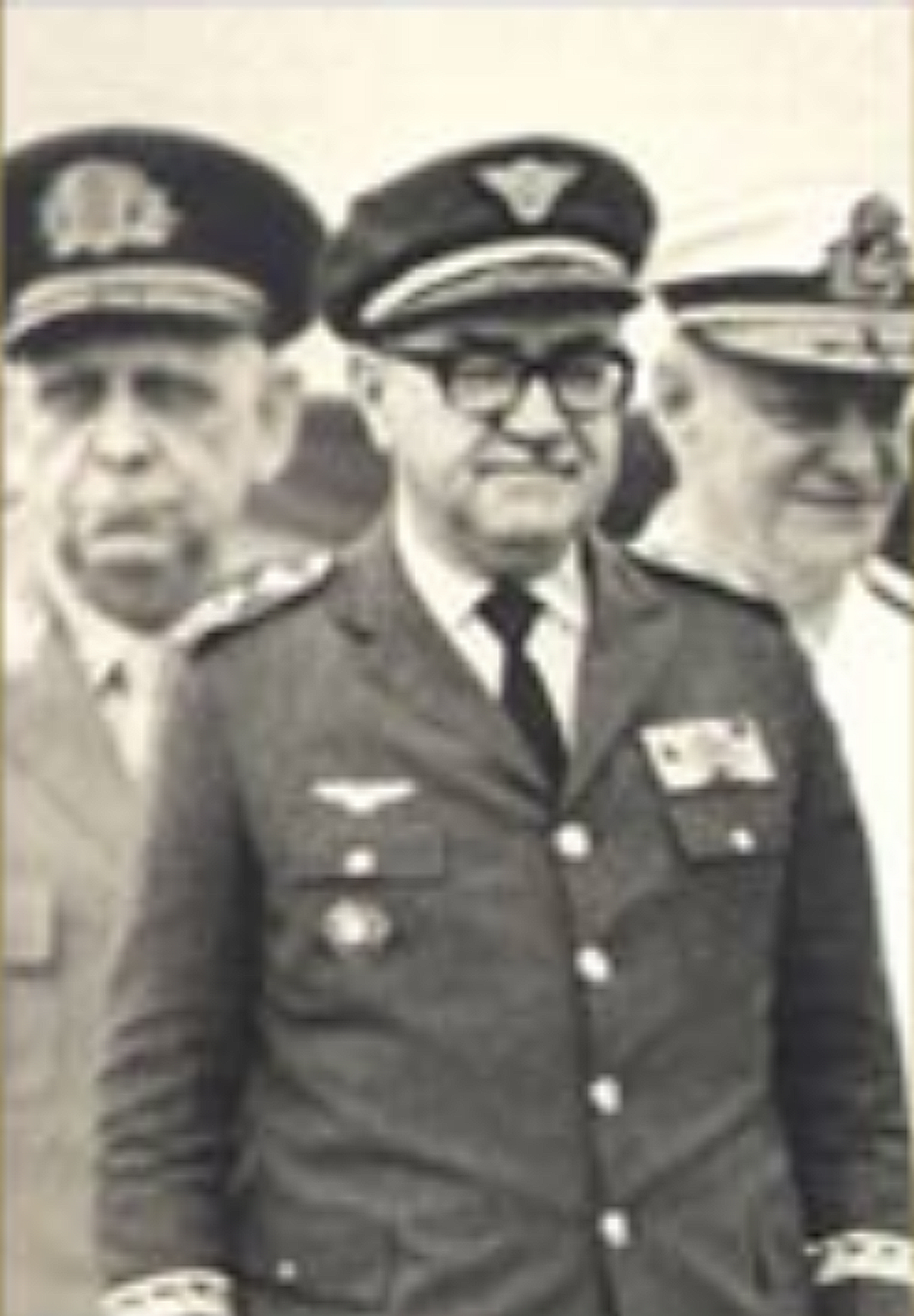
Junta militar de 1969: (da esq. para a dir.) Aurélio de Lira Tavares, Márcio de Sousa Melo e Augusto Rademaker.

Foi Ministro da Marinha na segunda passagem de Paschoal Ranieri Mazzilli pela Presidência da República, cargo que exerceu cumulativamente com o de Ministro de Viação e Obras Públicas (o atual Ministério dos Transportes só seria criado em 1967). Ativo colaborador do golpe militar que depôs o presidente João Goulart em 31 de março de 1964, foi membro, junto com o general Artur da Costa e Silva e o tenente-brigadeiro Francisco de Assis Correia de Melo, também ministros de Ranieri, do  "Comando Supremo da Revolução", responsável pela assinatura do AI-1, e que verdadeiramente governava durante a transição entre democracia e ditadura, cabendo a Mazzilli um cargo formal. Retornou ao ministério da Marinha no governo Costa e Silva sendo que, com o afastamento deste em 31 de agosto de 1969 ascendeu ao poder como líder de uma Junta Militar que governou o país até a posse de Emílio Garrastazu Médici em 30 de outubro daquele ano, com Rademaker ocupando o posto de vice-presidente, exercendo-o até 15 de março de 1974.
Investido no governo como presidente de uma Junta Militar por força do Ato Institucional nº 12/69 não há registro oficial desse fato no Livro de Posse, cabendo ao respectivo Ato Institucional referenciar tal acontecimento. Como vice-presidente da República ocupou por três vezes a condição de titular por motivo de viagens ao exterior do Presidente da República.
A 19 de Agosto de 1968 foi agraciado com a Grã-Cruz da Ordem Militar de Avis, a 21 de Abril de 1971 foi agraciado com a Grã-Cruz da Ordem do Mérito de Brasília e a 26 de Julho de 1972 foi agraciado com a Grã-Cruz da Ordem Militar da Torre e Espada, do Valor, Lealdade e Mérito de Portugal.
Foi casado com a senhora Ruth Lair Rist Rademaker (1913-1995), nascida no Rio de Janeiro, tendo como filhos: Eliana Rist Rademaker, Anecy Rist Rademaker, André Rist Rademaker, Pedro Rist Rademaker (falecido ao nascer), Ana Laura Rist Rademaker e Guilherme Rist Rademaker.